# アングロ＝イタリアン・カップ
アングロ＝イタリアン・カップ（Anglo-Italian Cup）またはアングロ＝イタリアン・インター＝リーグ・クラブズ・コンペティション（Anglo-Italian Inter-League Clubs Competition）は、1970年から1996年までイングランドとイタリアのクラブ間で断続的に開催されていたサッカー大会である。
先行するアングロ＝イタリアン・リーグカップ（1969年-1971年、1975年-1976年）の成功を受けて1970年にジジ・ペロナーチェによって大会が創設され、1973年までプロによるトーナメントとして行われた。当時、この大会はファン同士の暴力が蔓延する大会という世評を受けた。1976年にセミプロのトーナメントとして復活し、アリタリア・チャレンジカップ（Alitalia Challenge Cup、1978年-1980年）、タルボット・チャレンジカップ（Talbot Challenge Cup、1981年）、ジジ・ペロナーチェ・メモリアル（Gigi Peronace Memorial、1982年-1986年）と大会名を変えて1986年に廃止されるまで続いた。1992年にフルメンバーズカップ（1986年-1992年）に代わる格好で復活し、2部リーグのクラブが参加するプロ大会として4シーズン行われたが、過密日程のため廃止された。トロフィーは木製の台座に取り付けられた56センチの金の賞杯だった。

## 歴史

### プロ時代
| シーズン | 優勝                         | 準優勝             |
| -------- | ---------------------------- | ------------------ |
| 1970     | スウィンドン・タウン         | ナポリ             |
| 1971     | ブラックプール               | ボローニャ         |
| 1972     | ASローマ                     | ブラックプール     |
| 1973     | ニューカッスル・ユナイテッド | フィオレンティーナ |

1967年よりフットボールリーグカップの優勝チームにはインターシティーズ・フェアーズカップ出場資格が与えられるようになった。しかし同年の優勝チームだったクイーンズ・パーク・レンジャーズは当時サードディヴィジョン（3部）に所属しており、UEFAは3部のチームがインターシティーズ・フェアーズカップに出場することを認めなかった。1969年には、また別のサードディヴィジョンのクラブであるスウィンドン・タウンがフットボールリーグカップに優勝した。この年には規則が障害となりインターシティーズ・フェアーズカップに参加できなかったスウィンドンへの補償としてアングロ＝イタリアン・リーグカップが組織され、スウィンドンは同年のコッパ・イタリアに優勝したASローマとの2試合制の試合に勝利した。同大会の人気を受けて、また1970 FIFAワールドカップによって生じる長いオフシーズン期間に選手たちに支払う賃金をまかなうための手段として、翌1970年に第1回のアングロ＝イタリアン・カップが始まった。第1回大会にはイングランドから6チーム（スウィンドン・タウン、シェフィールド・ウェンズデイ、ミドルスブラ、ウェスト・ブロムウィッチ・アルビオン、サンダーランド、ウルヴァーハンプトン・ワンダラーズ）、イタリアから6チーム（ナポリ、ユヴェントス、ローマ、フィオレンティーナ、ラツィオ、ヴィチェンツァ）が参加した。これらのチームはそれぞれイングランドとイタリアが2チームずつからなる3つのグループに分けられ、勝利には2ポイント、引き分けには1ポイント、さらに1ゴールごとに1ポイントの勝ち点が与えられた。決勝には国別に最良の成績だった2チームが進む。1970年5月28日にスタディオ・サン・パオロで行われた決勝にはスウィンドン・タウンとナポリが勝ち上がった。63分にスウィンドンが追加点を入れて3-0としたころからホーム側のファンが暴れ、79分に試合が中断されたが、スウィンドンは第1回大会の優勝チームとなった。
1971年はグループ戦で両国ごとに首位だったブラックプールとボローニャが、1971年6月12日にスタディオ・レナト・ダッラーラで行われる決勝に進んだ。1-1で同点のまま延長戦に入り、ミッキー・バーンズの決勝点によりブラックプールが優勝した。ブラックプールは翌1972年も決勝に進出したがタイトル防衛に失敗し、ローマが3-1で勝った。1973年はゴールごとへの勝ち点加算がなくなり、1973年6月3日にスタディオ・アルテミオ・フランキで行われた決勝ではニューカッスル・ユナイテッドがフィオレンティーナを2-1で破った。関心の欠如から大会は存続不可能になり、セミプロの大会として1976年に復活するまでの一時期存在しなかった。

### セミプロ時代
| シーズン | 優勝                   | 準優勝                 |
| -------- | ---------------------- | ---------------------- |
| 1976     | モンツァ               | ウィンブルドン         |
| 1977     | レッコ                 | バース・シティ         |
| 1978     | ウディネーゼ           | バース・シティ         |
| 1979     | サットン・ユナイテッド | キエーティ             |
| 1980     | トリエスティーナ       | サットン・ユナイテッド |
| 1981     | モデナ                 | プール・タウン         |
| 1982     | モデナ                 | サットン・ユナイテッド |
| 1983     | コゼンツァ             | パドヴァ               |
| 1984     | フランカヴィッラ       | テーラモ               |
| 1985     | ポンテデーラ           | リヴォルノ             |
| 1986     | ピアチェンツァ         | ポンテデーラ           |

アングロ＝イタリアン・カップは、1976年3月にセミプロのトーナメントという形で復活し、両国からそれぞれ6チームが参加した。決勝戦にはウィンブルドンとモンツァが勝ち上がり、モンツァが1-0で勝って無敗で大会を終えた。その後の2年間はバース・シティがイングランド側の決勝進出チームとして残ったが、1977年はレッコ、1978年はウディネーゼにそれぞれ敗れた。この時期は大会名がアリタリア・チャレンジカップ（Alitalia Challenge Cup）に変更されていた。1979年は両国からそれぞれ4チームが参加した。サットン・ユナイテッドが2-1でキエーティを破り、これがセミプロ大会になってからは最初の、そして唯一となるイングランド勢の優勝チームとなった。サットン・ユナイテッドは翌1980年も決勝に進んだが、トリエスティーナに敗れてタイトル防衛に失敗した。大会がタルボット・チャレンジカップ（Talbot Challenge Cup）と呼称されるようになった1981年は、モデナが優勝した。
1982年は大会の創始者ジジ・ペロナーチェにちなみ、大会がジジ・ペロナーチェ・メモリアル（Gigi Peronace Memorial）と改名され、4チームが参加した。この年から大会のフォーマットが大きく変更され、準決勝でイングランドとイタリアのクラブが対戦するようになり、そのため決勝では同じ国のクラブ同士が対戦する可能性が生まれた。この年の決勝では前回優勝のモデナがサットン・ユナイテッドを降した。大会が廃止されるまでの以降4年間の決勝進出チームがすべてイタリア勢によって占められたので、サットンはセミプロ時代のアングロ＝イタリアン・カップにおいてイングランド勢として最後の決勝進出チームとなった。

### 再びプロ時代
| シーズン | 優勝               | 準優勝               |
| -------- | ------------------ | -------------------- |
| 1992–93  | クレモネーゼ       | ダービー・カウンティ |
| 1993–94  | ブレシア           | ノッツ・カウンティ   |
| 1994–95  | ノッツ・カウンティ | アスコリ             |
| 1995–96  | ジェノア           | ポート・ヴェイル     |

フルメンバーズカップに代わる形で1992-93シーズンに大会は再編され、2部リーグに所属するチームが参加するプロ大会として、イングランドからはファーストディヴィジョン、イタリアからはセリエBのチームが参加した。1992-93シーズンのみイングランド側では本大会に先立ち予選ラウンドがあった。予選ラウンドでは24チームが3チームずつ8つのグループに分けられ、グループ内で1回総当りを行い、各グループの1位が本大会に通過した。本大会ではイングランドとイタリアそれぞれ4チームずつの2つのグループからなった。各チームは同じグループ内の他国チームすべてと総当りで対戦し、各々のグループで最良の成績を残したイングランドとイタリアのそれぞれ2チームが準決勝へと進んだ。決勝はウェンブリーで1試合制により行われ、クレモネーゼがダービー・カウンティに3-1で勝った。1993-94シーズン、ブレシアはノッツ・カウンティを降して優勝した。ノッツ・カウンティはさらに翌1994-94シーズンも決勝に進出し、今度はアスコリを2-1で降した。最後になった1995-96シーズンは、1996年3月17日に決勝があり、ジェノアがポート・ヴェイルを5-2で破った。日程面で両リーグの折り合いがつかず、また試合ではファンによる暴力事件が横行したこともあって、1996年に大会は廃止された。